# Глаттхард, Арнольд
Арнольд Глаттхард (нем. Arnold Glatthard) (16 июня 1910 года, Майринген, округ Оберхасли, Швейцария- 23 ноября 2002 года, Майринген) — швейцарский лыжный гонщик, горный гид и политик XX века.

## Биография

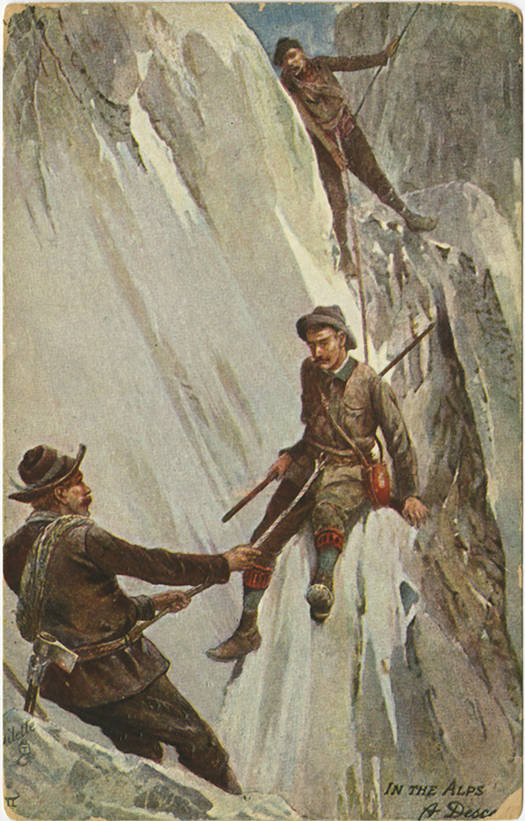
Альпы. Начало XX века

Родился в коммуне Майнинген округа Оберхасли в Швейцарии. По профессии коммерсант. с 1932 года работал сертифицированным государственным гидом по горным лыжам. С 1935 по 1954 год он был тренером и главой делегации швейцарской национальной лыжной команды и руководителем подготовки лыжных инструкторов в кантоне Берн. В 1935 году, как лыжный гонщик, он выиграл гонки в Лауберхорне (Кубок мира) и гонки Арльберг-Кандагар в Арльберге.
В 1936 году он участвовал в операции по спасению Тони Курца, которого постигло несчастье во время восхождения на Эйгер по северной стене. Курц скончался от общего истощения и обморожений во время спуска с вершины Бернских Альп. Эта драматическая история освещена в нескольких книгах и фильмах.
В 1940 году Арнольд Глаттхард основал в Швейцарии первый в мире институт альпинизма, а с 1954 года продолжал обучать индийских и непальских шерпов. Среди них был Тенцинг Норгей, одним из первых покоривших Эверест.
От имени Швейцарского фонда альпийских исследований в 1953 году Глаттхард основал Гималайский институт альпинизма в индийском Дарджилинге (официально основателем института считается шерп Тенцинг Норгей, который был неграмотным).
Арнольд Глаттхард- изобретатель ледобура Глаттхарда с коническим длинным валом и тонкой резьбой. Это завинчивающееся и выкручивающееся устройство для фиксации льда заменило ранее распространенные крючки для льда, которые приходилось забивать в лёд и снова с трудом вынимать изо льда.
С 1967 по 1970 год он был президентом муниципального совета Майринген и инициатором строительства горных железных дорог Майринген-Хаслиберг.
В 2000 году он стал почетным гражданином Берна.
С 1951 года до своей смерти он был женат на лыжнице Сильвии Глаттхард (1930 г.р.) (была на двадцать лет моложе Глаттхарда), у них было трое сыновей.
Его брат Карл Глаттхард (1913—1982) был президентом Швейцарской национальной ассоциации спорта и Национального совета в кантоне Берн.